# Osmanabad (huyện)
Huyện Osmanabad là một huyện thuộc bang Maharashtra, Ấn Độ. Thủ phủ huyện Osmanabad đóng ở Osmanabad. Huyện Osmanabad có diện tích 7569 ki lô mét vuông. Đến thời điểm năm 2001, huyện Osmanabad có dân số 1472256 người.